# Chutes d'Allerheiligen

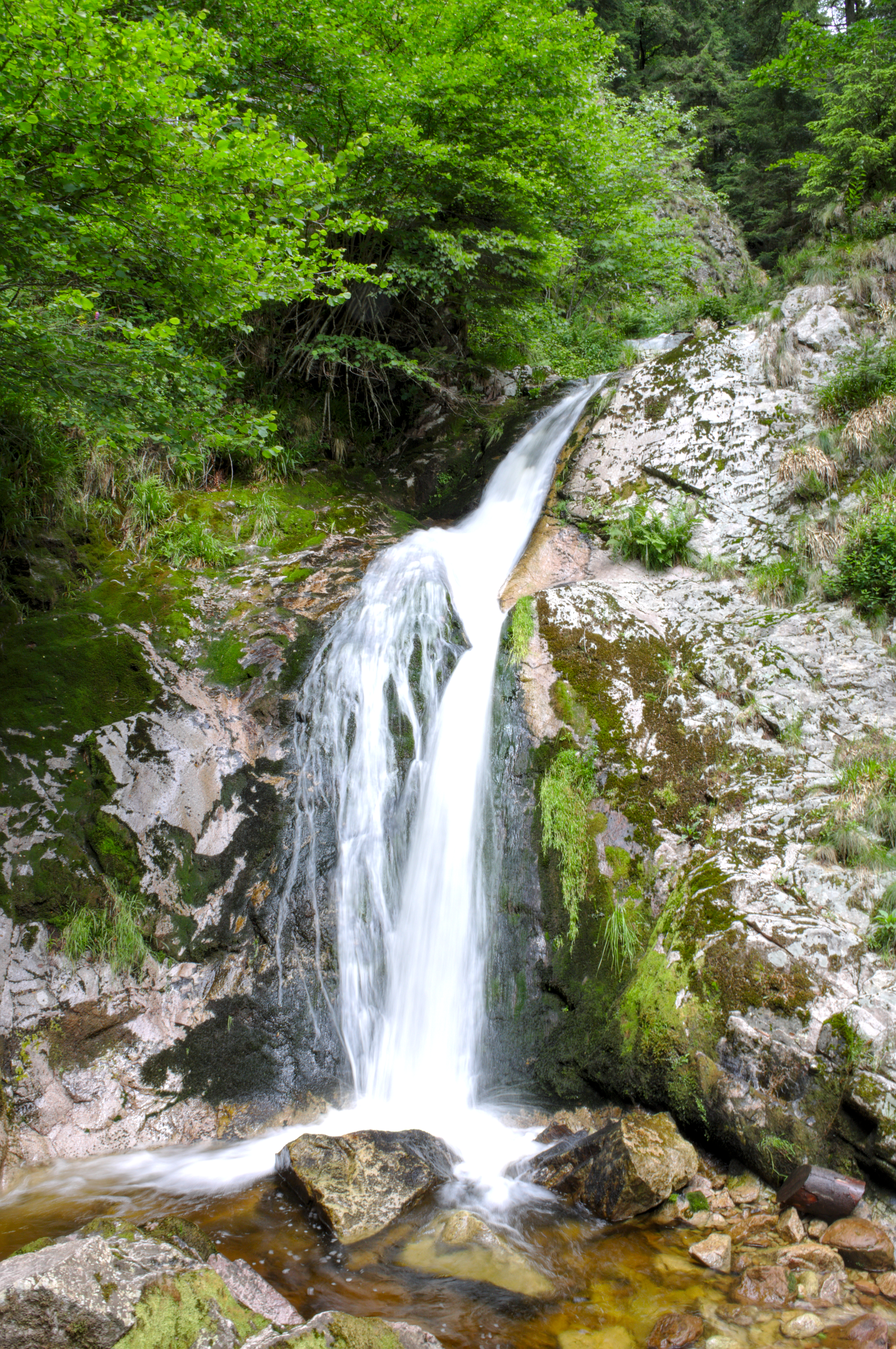
Chutes d'Allerheiligen

Les Chutes d'Allerheiligen, en Forêt-Noire dans le territoire de la commune d'Oppenau en Bade-Wurtemberg sont situées à environ 500 m. d'altitude. La Lierbach, également appelée Grindenbach, chute ici naturellement sur sept étages sur 83 mètres de profondeur. En raison de l'affouillement (vasques naturelles), ces chutes d'eau sont dénommées aussi Büttensteiner Wasserfälle, soit les chutes aux cuvées, ou les sept cuvées.

## Situation et mise en valeur
Les chutes d'eau appartenait durant des siècles au monastère d'Allerheiligen, sécularisé en 1802 par le margrave de Bade, dont les ruines ne sont distantes que de quelques centaines de mètres. En raison de sa situation dans une vallée profonde et taillée dans la montagne, elle fut longtemps inaccessible. C'est seulement au début du XIXe siècle que vint un premier accès au moyen d'échelles. En 1840, l'autorité forestière compétente bâtit un chemin qui rendit l'accès à la cascade possible. En raison du nombre important de visites celui-ci dut être restauré à plusieurs reprises.
Les chutes d'eau sont accessibles via les routes Kreisstrasse 5370 et Kreistrasse 5371, reliant Oppenau à la Schwarzwaldhochstrasse, lesquelles  mènent au parking de l'ancien monastère. Un parking existe également en contrebas de la cascade.

## Histoires
Un bon nombre d'histoires sont nées au cours du temps, aiguisées en raison de sa longue inaccessibilité. Elles sont représentées sur peinture le long d'un parcours menant aux chutes d'eau.

## Images

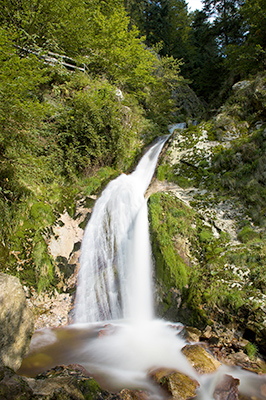
Chutes d'eau d'Allerheiligen le 15 septembre 2008
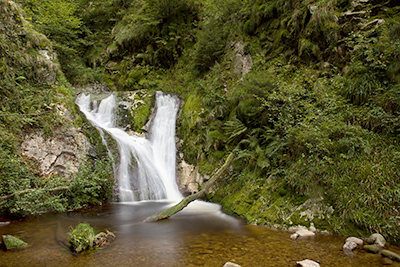
Chutes d'eau d'Allerheiligen le 15 septembre 2008